# Албанија на Светском првенству у атлетици на отвореном 2017.
Албанија је на Светском првенству у атлетици на отвореном 2017. одржаном у Лондону од 4. до 13. августа учествовала је шеснаести пут, односно учествовала је на свим првенствима до данас. Репрезентацију Албаније представљала је једна атлетичарка, која се такмичила у трци 3.000 м,.
Ово је четврто учешће Љуизе Гега на Светским првенствима на отвореном. На овом Првенству први пут ће учествовати у дисциплини 3.000 м са препрекама. До сада је трчала на 800 м (2011) и 2 пута на 1.500 м (2013. и 2015).
На старту друге групе квалификација 9. августа, није се појавила.

### Жене
| Атлетичарка | Дисциплина       | Лични рекорд | Квалификација   | Квалификација   | Полуфинале      | Полуфинале      | Финале          | Финале          | Детаљи |
| Атлетичарка | Дисциплина       | Лични рекорд | Резултат        | Место           | Резултат        | Место           | Резултат        | Место           | Детаљи |
| ----------- | ---------------- | ------------ | --------------- | --------------- | --------------- | --------------- | --------------- | --------------- | ------ |
| Љуиза Гега  | 3.000 м препреке | 9:26,05 НР   | Није стартовала | Није стартовала | Није стартовала | Није стартовала | Није стартовала | Није стартовала |        |